# What's Going On (sång)
"What's Going On" är en låt som spelades in av den amerikanske soulmusikern Marvin Gaye den 10 juni 1970 som titelspår på dennes banbrytande album What's Going On som släpptes på singel den 20 januari 1971. Sångtexten behandlar de stora problemen i världen, och markerade Marvin Gayes övergång från den popiga Motown-eran under 1960-talet till mer personligt material. När världens största musiktidskrift, Rolling Stone, 2004 rankade de 500 bästa låtarna genom tiderna hamnade "What's Going On" på en 4:plats.
Ett flertal artister har spelat in coverversioner av låten, en av dessa är Cyndi Lauper vars version av låten nådde 12:e-platsen på Billboards lista för popsinglar 1987.